# Wigald Boning
Wigald Boning (Wildeshausen, 20 januari 1967) is een Duitse komiek, presentator, componist, muzikant en auteur.

## Jeugd en opleiding
Wigald Boning werd geboren als zoon van een bankiersfamilie. Reeds als scholier speelde hij in de punkjazzband KIXX, samen met Jim Menenes en de latere acteur Lars Rudolph. Hun concertpremière hadden ze in januari 1983 in het jeugdcentrum Papenburg. In 1985 volgden de publicatie van hun debuutalbum Hidden lover, tournees en internationale festivaloptredens, waaronder als voorprogrammagroep van de jazzmuzikant Ornette Coleman. Na zijn eindexamen op de Cäcilienschule in Oldenburg in 1985 ging hij in militaire dienst, voltooide echter aansluitend geen beroepsopleiding. In 1988 publiceerde hij zijn eerste soloalbum Bremen, dat net als de opvolgende albums Kapitale Burschen (1989) en Wildeshausen (1991) commercieel zonder succes bleef.

## Carrière

### De jaren 90
Onder regie van Horst Königstein debuteerde Boning in 1989 voor de camera in de bioscoopproductie Hard Days Hard Nights. In 1990 kwam daar de documentaire film Der geile Osten, eine Reise durch die letzten Tage der DDR van Ulrich Walter bij. Van 1991 tot 1993 was hij werkzaam met presentaties en de dagelijkse rubriek Bonings Bonbons voor het muziekmagazine Airplay bij Première. Parallel daaraan trad hij van 1992 tot 1993 op als reporter in het politieke satiremagazine Extra 3 bij de NDR en later in het mediamagazine Canale Grande van de zender VOX.
Landelijke bekendheid kreeg Boning als vast groepslid van het comedyprogramma RTL Samstag Nacht, waartoe hij behoorde van 1993 tot 1998. In zijn rubriek Wigalds Welt berichtte hij in de rol van reporter over gemanipuleerde studies en inzichten met groteske capaciteiten en ondervroeg passanten op straat om zelf bedachte ongerijmdheden. Populair werd hij vooral door de persiflage Zwei Stühle – Eine Meinung, die met talrijke edities een vast bestandsdeel van het programma vormde. Als interviewende presentator parodeerde Boning gespreksronden met prominenten en fictieve persoonlijkheden, die in praktisch bedrieglijk echte maskers en kostuums door Olli Dittrich werden uitgebeeld. Voor hun vertolking kreeg het duo in 1995 de Adolf Grimme-prijs. Boning viel in het programma op door zijn bizarre kleding. Optische kentekens waren kostuums uit smakeloze stoffen, kleuren en materialen als kunstgras, vreemde brillen en modecombinaties, die door volkomen tegenovergestelde stijlen gekenmerkt werden.
Eveneens aan de zijde van Olli Dittrich had Boning vanaf 1995 succes met het muziekproject Die Doofen, nadat hij reeds in 1992 onder de naam Wigald Boning und die Doofen het album Langspielplatte en twee singles met geringe verkoopcijfers had gepubliceerd. Muzikale optredens met grappige teksten bij RTL Samstag Nacht volgden op de publicatie van de single Mief en het album Lieder, die die Welt nicht braucht, waarmee het duo in de zomer van 1995 de toppositie in de hitlijst bereikte. In hetzelfde jaar traden ze op in het voorprogramma van de stadiontournee van Bon Jovi. Naar aanleiding van hun succes werden Die Doofen met de belangrijkste Duitse muziek- en mediaprijzen onderscheiden, waaronder de Echo, de Goldene Stimmgabel en de Bambi.

### De jaren 2000
Na de beëindiging van RTL Samstag Nacht loodste Boning in 1999 vervolgens door meerdere edities van de ProSieben MorningShow, voordat hij van 2001 tot 2004 zijn 38 afleveringen tellende programma WIB-Schaukel presenteerde, waarin hij overwegend prominenten naar diens geboorteplaats begeleidde. Voor de editie met Jürgen Drews van juni 2003 werd hij opnieuw onderscheiden met de Adolf Grimme-prijs. Samen met Barbara Eligmann presenteerde Boning van 2004 tot 2008 de Sat.1-show Clever! – Die Show, die Wissen schafft, waarin hij zich belastte met de uitvoering en verklaring van wetenschappelijke experimenten en alledaagse fenomenen. Hiervoor kreeg het programma de Duitse Televisieprijs. Bovendien presenteerde hij in 2007 de kortdurende actie- en quizshow FamilyShowdown (Sat.1) en trad steeds weer op als kandidaat en gast in tv-uitzendingen zoals Die Hit-Giganten, Extreme Activity, Genial daneben en Schillerstraße. In samenwerking met de pianist Roberto Di Gioia publiceerde hij in 2008 het door de critici als positief ervaren instrumentale album Jet Set Jazz, waarop hij zelf op elf verschillende blaasinstrumenten speelde. Samen met Di Gioia stichtte hij in 2013 het muzieklabel Hobby Musik.
In 2010 verscheen Bonings vierde boek In Rio steht ein Hofbräuhaus, dat hij gelijktijdig als luisterboek samenstelde. Met samenvattingen van zijn reisverhalen uit verschillende continenten trad hij in het kader van meerdere lezingen in verre delen van het land op. In september 2011 publiceerde hij het boek Die Geschichte der Fußleiste und ihre Bedeutung für das Abendland – und andere wissenschaftliche Studien. Van juni 2012 tot september 2013 presenteerde hij met Bernhard Hoëcker het satirische wetenschapsmagazine Nicht nachmachen! voor het ZDF. Sinds april 2014 presenteerde hij ook in de polit-impro Vier sind das Volk en sinds november 2015 de muziekreportage Rock the Classic voor 3sat.
In april 2016 begonnen de opnamen van een nieuw doku-format van de tv-zender History, die Boning samen met de Urban Explorer Friedrich Meinecke naar verlaten gebieden stuurt om de geschiedenis en bijzonderheden van deze historische plaatsen te onderzoeken. Voor het programma Wigald & Fritz – Die Geschichtsjäger reisde Boning met Meineke ook naar Tsjernobyl. Verdere plaatsen waren de toenmalige Nationalpolitische Erziehungsanstalt in Ballenstedt, de vroegere kuurinrichting van de Sophiensanatorium in Bad Berka, de toenmalige gevangenis Berlin-Hohenschönhausen, de Heeresversuchsanstalt Peenemünde en de Schorfheide in Brandenburg.
Boning is regelmatig te gast van de online plaats vindende live-talk-reeks Ferngespräch van Tommy Krappweis, waarin actuele politieke thema's opgepakt en bediscussieerd worden.

## Privéleven
Boning was sinds 2005 getrouwd met Ines Völker, die in de RTL-show Der Preis is heiß producten en prijzen presenteerde. De familie woonde met twee kinderen in Bernbeuren. Eind januari 2015 werd het huwelijk tussen beiden ontbonden.

## Verdere activiteiten
Hij is CSR-ambassadeur voor Lebenslang aktiv, een actiegroep van Werder Bremen. Sinds juni 2014 is hij beschermheer van de vereniging Dravet-Syndrom e.V.

## Sport
- Op 16 oktober 2002 voltooide hij als sportman zijn eerste ultramarathon bij de 2e Ems-Jade-loop over 72 km van Emden naar Wilhelmshaven.
- Tijdens het 24-uurs-mountainbikekoers in het Münchner Olympiapark in 2006 startte hij als individualist en verreed op de 6,75 km lange rondgang totaal 345 km in 51 ronden.
- Als prominententeam nam hij samen met Birgit Fischer deel aan de 7e Fulda Challenge 2007 in Canada en scoorden daar een 5e plaats, voor het tweede prominententeam met de beide topsporters Gunda Niemann-Stirnemann en Frank Busemann, die als 7e eindigden.
- Op 7 juli 2007 reed hij met de renfiets in 24 uur 600 km van Füssen naar Venetië.
- De Koning Ludwig-marathon op 22 juli 2007 in Füssen voltooide hij in een tijd van 4:03:45 uur.
- In zijn woonplaats Bernbeuren leidde hij de Ski Nordisch-afdeling van de plaatselijke vereniging. Zijn sportieve ervaringen zijn na te lezen in zijn boek Bekenntnisse eines Nachtsportlers (2007).
- Bij de 53e Bieler Lauftage in juni 2011 startte hij voor de eerste keer voor de 100 km loop. Na 11:43:04 uur bereikte hij als 77e van zijn leeftijdsklasse de finish.

## Onderscheidingen

### VoorRTL Samstag Nacht
- 1994: Bayerischer Fernsehpreis
- 1994: Löwe van Radio Luxemburg
- 1994: Bambi
- 1994: Telestar-Förderpreis
- 1995: Adolf-Grimme-prijs (samen met Olli Dittrich voor Zwei Stühle – eine Meinung)

### Voor de groepDie Doofenmet Olli Dittrich
- 1995: Goldene Stimmgabel
- 1995: Bambi
- 1995: Muziekprijs ECHO
- 1995: Goldene Europa
- 1995: Muziekprijs Comet

### Verdere onderscheidingen
- 2004: Adolf-Grimme-prijs voor zijn interviewuitzending WIB-Schaukel: Wigald Boning trifft Jürgen Drews auf Mallorca
- 2005: Duitse Televisieprijs voor Clever!
- 2005/2006: Brillendrager van het jaar van het Kuratoriums Gutes Sehen
- 2012: Fietsvriendelijkste persoonlijkheid van het jaar

## Discografie

### Soloprojecten
- 1988/1995: Album Bremen (geproduceerd door Klaus Voormann)
- 1989: Album Kapitale Burschen
- 1989: Single Mama
- 1989: Single Weine nicht
- 1991: Album Wildeshausen
- 1991: Single Komm zurück / 100%
- 1996: Album Gekauft ist gekauft – The Mist of Wigald Boning
- 1997: Single Ein Freund, ein guter Freund / Das Bremserlied
- 1998: Album Unser Land soll schöner werden
- 2000: Single Gimme more Huhn (Moorhuhn feat. Wigald Boning)
- 2008: Album Jet Set Jazz met Roberto Di Gioia
- 2013: 8-cd-box Hobby met Roberto Di Gioia
- 2016: Album Das wirre Leben des Wundergeigers Alain Rien met Roberto Di Gioia

### Met KIXX
- 1985: Album Hidden Lover (ITM)

### Met Die Doofen
- 1995: Album Lieder, die die Welt nicht braucht
- 1996: Album Melodien für Melonen
- 1998: Album Zwei Stühle – Eine Meinung

## Filmografie

### Films
- 1989: Hard Days Hard Nights
- 1990: Der geile Osten, eine Reise durch die letzten Tage der DDR
- 1996: Die drei Mädels von der Tankstelle
- 1998: National Lampoon's Men in White
- 2003: Suche impotenten Mann fürs Leben

### Televisie
- 1991: Bonings Bonbons
- 1992–1993: Extra 3
- 1993: Canale Grande
- 1993–1998: RTL Samstag Nacht
- 1999: ProSieben MorningShow
- 2001–2002: TV-Quartett
- 2001–2004: WIB-Schaukel
- 2003–2011: Genial daneben – Die Comedy Arena (onregelmatige gast)
- 2004: Stars am Limit (Sat 1)
- 2004–2008: Clever! – Die Show, die Wissen schafft
- 2006: Die ProSieben Märchenstunde: Rotkäppchen – Wege zum Glück
- 2006–2007: Extreme Activity
- 2007: FamilyShowdown
- 2008: Türkisch für Anfänger (seizoen 3, aflevering 2 [bijrol])
- 2009: Clever! Spezial (4 afleveringen)
- 2009: Schlag den Star
- 2011: Pastewka; aflevering 44
- 2011: Der Bastelkönig
- 2011: Wigald & Fritz - Die Geschichtsjäger
- 2012–2013: Nicht nachmachen!
- 2013: Der Quiz-Champion (als expert voor aardrijkskunde)
- 2014: Hirschhausens Quiz des Menschen (aflevering 1)
- 2014: Sesamstraße präsentiert: Eine Möhre für zwei - Bitte lächeln
- 2014: Kühe haben beste Freunde
- sinds 2014: Vier sind das Volk
- 2015: Der Klügere kippt nach
- 2015: Rock the Classic
- sinds 2016: Wigald & Fritz – Die Geschichtsjäger
- sinds 2017: Genial daneben (stambezetting)
- 2017: Paul Panzers Comedy Spieleabend (aflevering 1)
- 2017: Der Quiz-Champion (een aflevering)

- 2017: Luke! Die Schule und ich (aflevering 3)
- 2017: Das Spiel beginnt! (kersteditie)
- sinds 2017: Privatkonzert
- 2018–2019: Mord mit Ansage (3 afleveringen)
- 2018–2020: Genial daneben – Das Quiz
- 2020: Die! Herz! Schlag! Show!
- 2020: Genial oder Daneben?
- 2020: The Masked Singer
- 2021: LOL: Last One Laughing
- 2021: Die Gegenteilshow (2 afleveringen)
- 2021: The Wheel – Promis drehen am Rad
- 2021: Mälzer und Henssler liefern ab! (gast)
- 2021: Comedy Märchenstunde
- 2022: Denn sie wissen nicht, was passiert
- 2022: Murmel Mania
- 2022: Lucky Stars
- 2022: Wildes Wissen
- 2022: Die große Terra-X-Show (als expert)
- 2022: Test the Nation (co-moderator)

### Synchroonstem
- 1998: Das magische Schwert – Die Legende von Camelot
- 1999: South Park (aflevering 1x04) … als Reporter Frank en (aflevering 1x11) … als schoonheidschirurg Tom
- 2000: Titan A.E. … als Gune
- 2006: Urmel aus dem Eis … als Professor Tibatong
- 2008: Urmel voll in Fahrt … als Professor Tibatong
- 2009: G-Force – Agenten mit Biss … als Hurley
- 2014: Tarzan 3D … als Jim Porter
- 2020: Rufus T Feuerflieg … als Rufus T Feuerflieg

## Werken

### Boeken
- Fliegenklatschen in Aspik. Kiepenheuer & Witsch, Köln 1996, ISBN 3-462-02511-2.
- Unser Land soll schöner werden. Das Programm für Deutschland. Lappan Verlag, Oldenburg 1998, ISBN 3-89082-835-3.
- Bekenntnisse eines Nachtsportlers. Rowohlt Verlag, Hamburg 2007, ISBN 3-499-62192-4.
- In Rio steht ein Hofbräuhaus: Reisen auf fast allen Kontinenten. Rowohlt Verlag, Hamburg 2010, ISBN 978-3-499-62580-0.
- Die Geschichte der Fußleiste und ihre Bedeutung für das Abendland. Rowohlt Verlag, Hamburg 2011, ISBN 978-3-499-62772-9.
- Butter, Brot und Läusespray: Was Einkaufszettel über uns verraten. Rowohlt Verlag, Hamburg 2013, ISBN 978-3-499-63013-2.
- Im Zelt. Von einem der auszog, um draußen zu schlafen. Rowohlt Verlag, Hamburg 2016, ISBN 978-3-499-63194-8

### Luisterboeken
- Stanislaw Lem: Sterntagebücher: 7. und 8. Reise. Bastei Lübbe Verlag, Köln 2005, ISBN 3-938943-04-1.
- Wigald Boning liest Bekenntnisse eines Nachtsportlers. Audio Media Verlag, München 2007, ISBN 978-3-940468-00-0.
- In Rio steht ein Hofbräuhaus: Reisen auf fast allen Kontinenten. Argon Verlag, Berlin 2010, ISBN 978-3-8398-1000-2

- Gemeinsame Normdatei: 119372150
- International Standard Name Identifier: 0000 0000 2011 1796
- Library of Congress Control Number: no2012129241
- MusicBrainz: 49faa118-5f26-4823-a70d-4b38400a4119
- Virtual International Authority File: 820326
- WorldCat: E39PBJrRjWYWWwJVfYmvjjjgrq